# Poděšínský potok
Poděšínský potok je levostranný přítok řeky Sázavy v okresech Jihlava a Žďár nad Sázavou v Kraji Vysočina. Délka jeho toku činí 13,6 km. Plocha povodí měří 29,6 km².

## Průběh toku
Potok pramení ve Špitálském lese, který se rozkládá mezi Rudolcem a Janovicemi, v nadmořské výšce cca 640 m n. m. (Nejvyšším bodem povodí je vrch Blažkov (694 m n. m.)). Po celé své délce teče převážně severním směrem. Na horním toku zhruba na 8,5 říčním kilometru protéká Poděšínem, kde přibírá z pravé strany Samotínský potok. Po přibližně dalších třech kilometrech jej posiluje zprava potok Od hranic. Pod tímto ústím potok protéká obcí Nížkov. Severně od vsi Buková se vlévá zleva do řeky Sázavy na jejím 192,1 říčním kilometru v nadmořské výšce 469 m.

### Větší přítoky
- Samotínský potok, zprava, ř. km 8,7
- Od hranic, zprava, ř. km 5,2
- Rožkový potok, zleva, ř. km 3,3

## Vodní režim
Průměrný průtok u ústí činí 0,24 m³/s. Stoletá voda zde dosahuje 39,5 m³/s.
M-denní průtoky u ústí:
| M [dní]  | Q30  | Q60  | Q90  | Q120 | Q150 | Q180 | Q210 | Q240 | Q270 | Q300 | Q330 | Q355 | Q364 |
| -------- | ---- | ---- | ---- | ---- | ---- | ---- | ---- | ---- | ---- | ---- | ---- | ---- | ---- |
| Q [m³/s] | 0,58 | 0,37 | 0,27 | 0,21 | 0,17 | 0,14 | 0,11 | 0,09 | 0,07 | 0,06 | 0,04 | 0,03 | 0,02 |